# George Müller
George Müller (27. září 1805 Kroppenstedt – 10. března 1898 Bristol) byl křesťanský evangelista a zakladatel sítě sirotčinců v Bristolu v Anglii, který se během svého života staral o 9 720 sirotků. Proslul tím, že svým svěřencům cíleně poskytoval vzdělání – až do té míry, že byl obviňován z toho, že chudým umožňoval růst nad jejich přirozenou pozici ve společnosti.
Müller se narodil Prusku, v mládí kradl, pil alkohol a hrál karty. Když měl 15 let, zemřela mu matka. Na podnět otce odešel studovat teologii do Halle, kde se obrátil ke křesťanství.
Rozhodl se stát misionářem mezi židy, proto vycestoval do Londýna na tamější Misijní institut. Brzy tam však své působení ukončil a stal se kazatelem malého shromáždění. V roce 1830 se oženil a přestěhoval do Bristolu. Tam se staral o sirotky z nejchudších čtvrtí města. Po více než 63 let spravoval sirotčince. Za tu dobu poskytl Müller křesťanskou výchovu 122 683 dětem. Rozdal okolo 250 tisíc Biblí a téměř 1,5 milionu Nových zákonů v Anglii i v zahraničí. Misionářům po celém světě odeslal přibližně 250 tisíc liber. Za celou dobu nikdy nežádal od nikoho finanční pomoc, ani se nezadlužil, a často obdržel neočekávané potravinové dary jen chvíli před tím, než byly potřeba pro děti, což dále posilovalo jeho víru v Boha. Stal se zakládajícím členem společenství Plymouthských bratří.